# Callejones de Las Majadas
Los Callejones de Las Majadas son un paraje natural en Las Majadas, provincia de Cuenca (España), en el que la erosión de las rocas calizas cretácicas produjo formas curiosas como pasajes, arcos, monolitos o puentes, configurando un paisaje similar al de la Ciudad Encantada, aunque de menores dimensiones y superficie que esta. En términos geológicos, los callejones constituyen un ejemplo de formación kárstica conocida como lapiaz, el cual se originó por la acción del agua, el hielo, el viento y las variaciones de temperatura.
Los Callejones han sido utilizados tradicionalmente por parte de los pastores para construir apriscos donde guardar el ganado, al utilizar las paredes de roca como parte de los mismos. Hoy en día todavía se pueden observar algunos de ellos.
En la actualidad, Los Callejones son parte del Parque natural Serranía de Cuenca, creado mediante la Ley de la Comunidad Autónoma de Castilla-La Mancha 5/2007.

## Datos generales
Se sitúa en el extremo noreste de la provincia de Cuenca, en el término municipal de Las Majadas, a unos tres kilómetros de distancia de dicho pueblo. Se accede por el camino forestal entre Las Majadas y Uña. La altitud está en torno a los 1450 m s. n. m. Es un notable ejemplo de modelado kárstico en dolomías del Cretácico Superior (turonense).

## Flora y Fauna

### Flora
La flora es representativa de esta zona de la serranía conquense, al comprender ejemplares de pino negral, sabina, enebro, acebo, arce, aliaga, boj, varias hierbas aromáticas y diversos tipos de setas, además de otras especies, como rosales silvestres, zarzamoras, majuelos, espinos negros o agracejos. En el pinar se entremezclan los pinos negrales con los silvestres. Diversas especies rupícolas salpican el roquedo. En las zonas más expuestas se puede encontrar espliegos y tomillos.

### Fauna
Con respecto a la fauna, es destacable la presencia de grandes mamíferos típicos de la parte montañosa de esta provincia tales como jabalíes, ciervos o gamos, y de aves como buitres leonados, diversos tipos de águilas y otras rapaces. Hay paseriformes forestales como el pinzón vulgar, carbonero garrapinos, herrerillo capuchino, reyezuelo listado y piquituerto, entre otros.

## Interés turístico

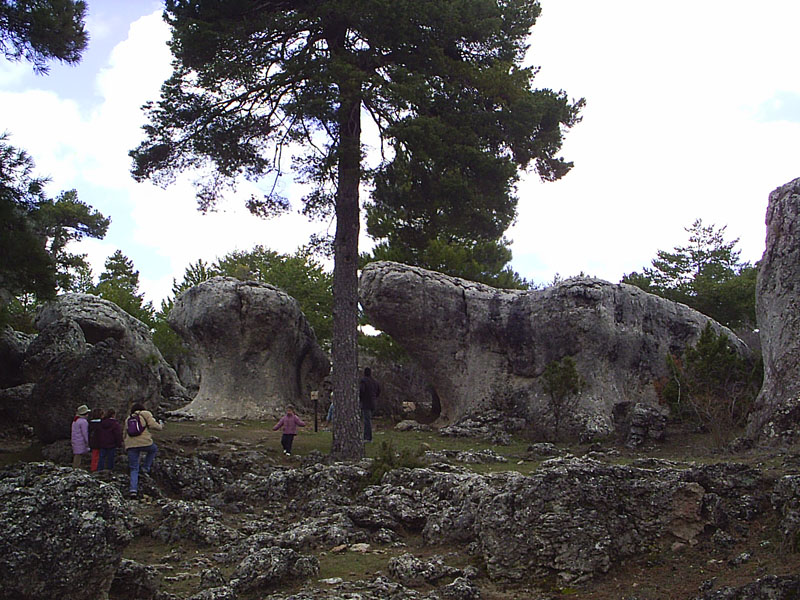
Imagen de Los Callejones.

Este paraje es visitado por miles de personas cada año. Es uno de los lugares naturales de mayor interés de Las Majadas, junto con los Miradores de las Majadas, muy próximos a Los Callejones, el parque cinegético experimental de El Hosquillo y la Fuente de la Tía Perra.
Existen dos recorridos principales, de distinta longitud, el más corto de los cuales está señalizado para que la visita resulte más cómoda y, también, para evitar que los visitantes se desorienten entre las rocas que forman los pasajes laberínticos.

## Escenario cinematográfico
Los Callejones de Las Majadas fueron el escenario elegido para rodar algunas secuencias del largometraje El mundo nunca es suficiente (1999), en el que Pierce Brosnan encarna al agente secreto James Bond por tercera vez en su carrera como actor.